# Hippothoa minitumulosa
Hippothoa minitumulosa is een mosdiertjessoort uit de familie van de Hippothoidae. De wetenschappelijke naam van de soort is voor het eerst geldig gepubliceerd in 1980 door Morris.